# The Busker
A The Busker egy máltai indie-pop együttes, amely 2012-ben alakult Máltán. Ők képviselték Máltát a 2023-as Eurovíziós Dalfesztiválon, Liverpoolban, a Dance (Our Own Party) című dallal.

## Történet
Az együttest 2012 októberében alapította egy duóként Dario Genovese énekes, gitáros, valamint Jean Paul Borg zongorista. Két évvel később csatlakozott hozzájuk David Grech basszusgitáros, billentyűs és Sean Meachen, szaxofonos. A formáció zenei stílusát az 1960-as évek együttesei, a The Beatles és a The Beach Boys határozzák meg. A YouTubeon kezdtek el feldolgozásokat és saját szerzeményeket közzétenni. Az első albumuk, a Telegram 2017-ben jelent meg, melyet egy évvel később követett a Ladies and Gentlemen. Genovese 2021-ben kilépett az együttesből.
2022 novemberében a Máltai Közszolgálati Műsorsugárzó bejelentette, hogy az együttes résztvevője lesz a 2023-as Malta Eurovision Song Contest máltai eurovíziós nemzeti döntőnek. Dance (Our Own Party) című versenydalukat a január 20-i második válogatóban adták elő először, ahonnan továbbjutottak az elődöntőbe és a döntő. Az utolsó fordulóban a szakmai zsűri és a nézők szavazatai alapján megnyerték a válogatóműsort, így ők képviselhetik hazájukat az Eurovíziós Dalfesztiválon. Először a május 9-én rendezett első elődöntőben versenyeztek, ahonnan nem jutottak tovább.

## Tagok
- David "Dav.Jr" Grech
- Jean Paul Borg
- Sean Meachen

## Diszkográfia

### Albumok
- "Telegram" (2017)
- "Ladies and Gentlemen" (2018)

### Kislemezek
- 2020 – Just a Little Bit More (Matthew James-szel közösen)
- 2021 – Don't You Tell Me What to Feel (Raquela DG-vel közösen)
- 2021 – Loose
- 2021 – Nothing More
- 2022 – Miracle
- 2023 – Dance (Our Own Party)
- 2023 – Bulletproof